# Viticuso
Viticuso è un comune italiano di 286 abitanti della provincia di Frosinone nel Lazio.

## Geografia fisica

### Clima
Classificazione climatica: zona E, 2661 GR/G
Il clima di Viticuso è di tipo mediterraneo anche se l'altitudine rende gli inverni rigidi e le estati non molto calde. Non sono infrequenti le nevicate, soprattutto quando si verificano irruzioni di aria fredda dai Balcani.

## Origini del nome
Il nome "Viticuso"  deriva da Lacum Vitecusum, come è citato nel privilegio di Landolfo I e Atenolfo II nel 928: […directum vadit ad lacum qui vocatur Vitecusum…].
Come suggerito da Benedetto Di Mambro nei suoi studi sui Sanniti (sanniti.info), il nome è quasi certamente l’approssimazione volgare medievale del latino Lacus Verticibus Clausus che significa appunto: lago racchiuso fra le vette.

## Storia
C'è ancora molto da approfondire sulla storia di Viticuso. Durante le guerre sannitiche il luogo era abitato dai pentri e tutta la zona ebbe un importante ruolo negli scontri fra Romani e Sanniti.
Durante il medioevo fu un crocevia importante nelle tratte che univano il Molise all'Abbazia di Montecassino, tant'è che nella toponomastica del paese e nei resti medievali del centro storico, di caratteristica normanna, si individuano ancora la porta principale del castello in direzione del Molise e il corrispettivo "accesso" in direzione di Cassino.
Il castello fu costruito dai conti di Venafro, sorto nell'XI secolo all'interno della Terra di San Benedetto, che aveva nella vicina San Germano il proprio centro politico-amministrativo, Viticuso fu parte del Regno di Sicilia, del Regno di Napoli e dunque del Regno delle Due Sicilie, fino all'unificazione del regno italiano del 1861. Nel 1927, entrò a far parte, insieme agli altri comuni dell'area, della nuova provincia di Frosinone.
Nella seconda guerra mondiale il paese venne occupato dai soldati tedeschi che controllavano la linea Gustav sul versante cassinate.
Nel corso degli eventi bellici, alcune famiglie viticusane riuscirono a fuggire nella vicina zona di Venafro e Pozzilli, zona protetta dagli americani, mentre i residenti rimasti vennero deportati nel nord est, principalmente nella città di Vicenza, dove vissero accolti da famiglie vicentine e dove rimasero fino alla fine della guerra.
Verso la fine della guerra l'intero centro storico del paese venne raso al suolo dalle bombe, e si salvò solo la piazza, dove era ubicato il comando tedesco (l'abitazione ov'era dislocato tuttora esiste, ed è situata all'inizio della scalinata, sulla sinistra), e dov'è stato costruito il museo comunale, che espone reperti di guerra e cimeli del paese.

### Simboli
Lo stemma e il gonfalone sono stati concessi con decreto del presidente della Repubblica del 26 luglio 1975.
Sullo stemma comunale è raffigurato un albero verde, su fondo d'oro, posto sulla sommità di un monte.
Il gonfalone è un drappo di verde.

## Società

### Evoluzione demografica
Abitanti censiti

Assieme a San Biagio Saracinisco (364) ed Acquafondata (249) è uno dei comuni meno popolosi della provincia di Frosinone.

### Religione
La popolazione professa per la maggior parte la religione cattolica e afferisce alla diocesi di Sora-Cassino-Aquino-Pontecorvo, ma fino all'anno 2014 faceva parte dell'abbazia territoriale di Montecassino.

## Economia
Di seguito la tabella storica elaborata dall'Istat a tema Unità locali, intesa come numero di imprese attive, ed addetti, intesi come numero di addetti delle imprese locali attive (valori medi annui).
|           | 2015                  |                              |                            |                |                       |                     | 2014                  |                | 2013                  |                |
| --------- | --------------------- | ---------------------------- | -------------------------- | -------------- | --------------------- | ------------------- | --------------------- | -------------- | --------------------- | -------------- |
|           | Numero imprese attive | % Provinciale Imprese attive | % Regionale Imprese attive | Numero addetti | % Provinciale Addetti | % Regionale Addetti | Numero imprese attive | Numero addetti | Numero imprese attive | Numero addetti |
| Viticuso  | 15                    | 0,04%                        | 0,003%                     | 27             | 0,03%                 | 0,002%              | 17                    | 26             | 19                    | 29             |
| Frosinone | 33.605                |                              | 7,38%                      | 106.578        |                       | 6,92%               | 34.015                | 107.546        | 35.081                | 111.529        |
| Lazio     | 455.591               |                              |                            | 1.539.359      |                       |                     | 457.686               | 1.510.459      | 464.094               | 1.525.471      |

Nel 2015 le 15 imprese operanti nel territorio comunale, che rappresentavano lo 0,04% del totale provinciale (33.605 imprese attive), hanno occupato 27 addetti, lo 0,03% del dato provinciale; in media, ogni impresa nel 2015 ha occupato poco meno di due addetti (1,80).

## Amministrazione
Nel 1927, a seguito del riordino delle circoscrizioni provinciali stabilito dal regio decreto n. 1 del 2 gennaio 1927, per volontà del governo fascista, quando venne istituita la provincia di Frosinone, Viticuso passò dalla provincia di Caserta a quella di Frosinone.

### Altre informazioni amministrative
- Fa parte della Comunità montana Valle di Comino